# Sandra Gugić

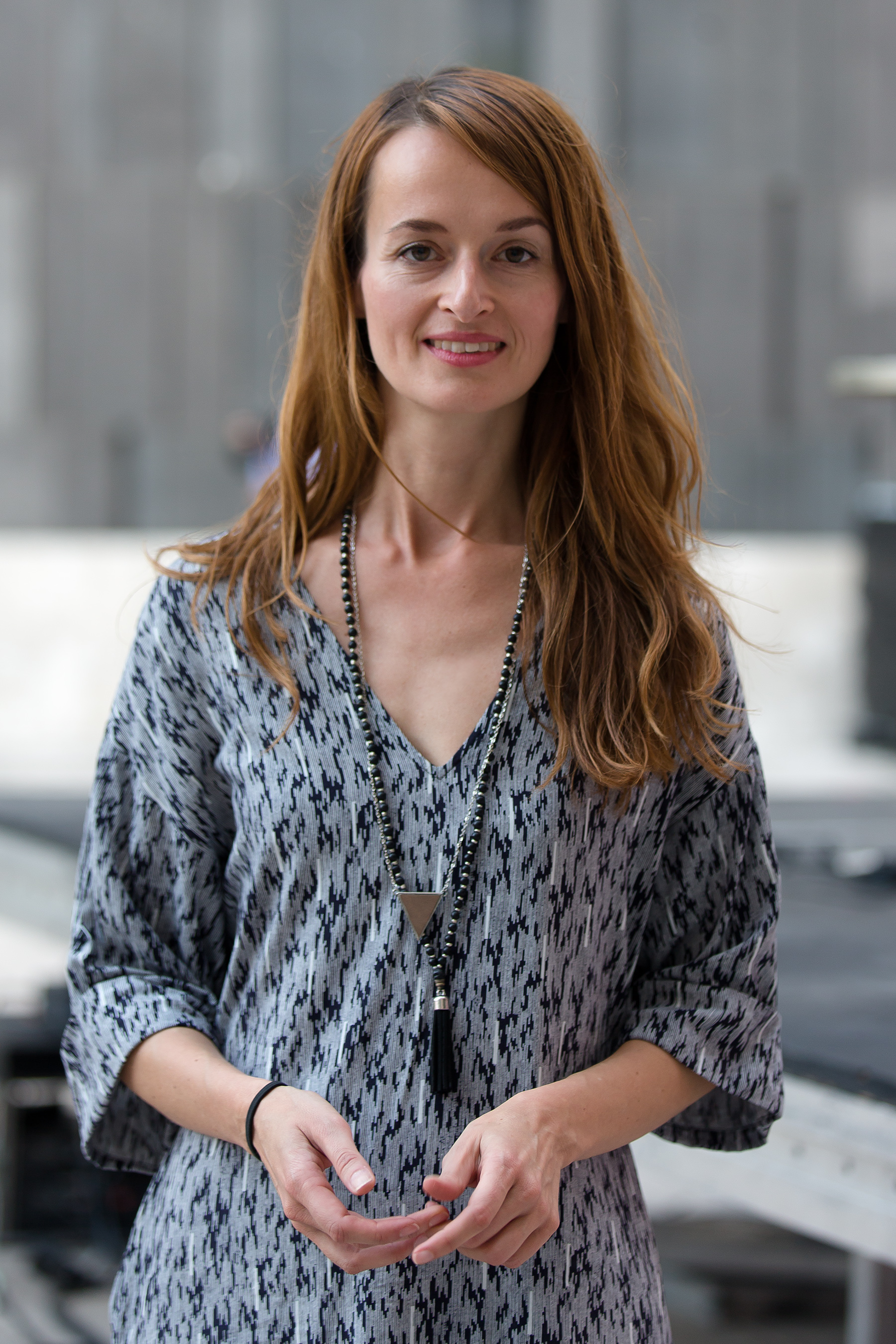
Sandra Gugić (beim Literaturfestival o-töne, 2015)

Sandra Gugić (* 11. Oktober 1976 in Wien) ist eine österreichisch-serbische Schriftstellerin.

## Leben
Sandra Gugić wurde in Wien geboren. Ihre Eltern emigrierten in den 70er Jahren aus der jugoslawischen Teilrepublik Serbien nach Österreich. Sie besuchte das Gymnasium in Schwechat/Niederösterreich und die Modeschule Hetzendorf, es folgten Assistenzen für freie Theatergruppen in Wien (Regie, Bühne) und für das Burgtheater Wien (Kostüm, Werkstätten). Nach einer Ausbildung zur Grafikdesignerin arbeitete sie für Werbeagenturen, Designstudios und Magazine.
Sie studierte Sprachkunst an der Universität für Angewandte Kunst und am Deutschen Literaturinstitut Leipzig.

## Literarischer Werdegang
Sie veröffentlichte in zahlreichen Literaturzeitschriften und Anthologien, u. a. kolik, Tippgemeinschaft, Lichtungen, Volltext, Poetenladen.
Gugić schrieb Auftragsarbeiten für das Garage X Theater 2011 Die Totalvernutzung der Welt und für das Volkstheater Festival Go West! 2010 das Stück Dort, jetzt und danach.
Sie verfasste das Drehbuch für den Kurzspielfilm Fische, der 2013 von der MDM gefördert und gedreht wurde (Filmproduktion Nivre, Weimar, Regie: Sarah Schreier).
2013 war sie Mitherausgeberin der Jahresanthologie des DLL/Tippgemeinschaft.
Im Januar 2015 erschien ihr multiperspektivisch erzählter erster Roman Astronauten im Verlag C.H.Beck. Fabian Thomas schrieb darüber in der Zeit online: „Astronauten ist ein überzeugender Ensembleroman mit dem durchaus sozialkritischen Anspruch, einen Blick auf die zersplitterten Lebenswirklichkeiten der Großstadt zu werfen. Im Zusammenspiel der mosaikartig ausgestreuten Handlungselemente entsteht hier Literatur von einer großen Kunstfertigkeit.“ 2016 erhielt sie den Reinhard-Priessnitz Preis für Astronauten. 
Sie ist Mitbegründerin der Autor*innenallianz nazisundgoldmund.net (Blog seit 2016 online) die sich versteht als „ein vielköpfiges poetologisches Monstrum, das die Entwicklungen und Aktionen der Europäischen Rechten und ihrer internationalen Allianzen kritisch beobachtet.“
Im Frühjahr 2019 veröffentlichte sie ihr Lyrikdebüt protokolle der gegenwart im Verlagshaus Berlin, Jan Kuhlbrodt schreibt im Signaturen Magazin: „Gugic reformuliert das politische Gedicht“.
Im Herbst 2020 erschien ihr zweiter Roman Zorn und Stille bei Hoffmann und Campe, über den Paul Jandl in der NZZ schreibt: „Zorn und Stille ist keine Ich-Erzählung über kontinentale Lebenswege, wie es mittlerweile viele gibt, sondern ein fast parabelhaftes Nachdenken über Lebensentwürfe und ihr Scheitern. Dass der Zerfall Jugoslawiens die grosse Klammer für eine zentrifugale Familiengeschichte ist, macht den eigentlichen Witz von Gugićs Roman aus.“

## Werke (Auswahl)
- DAS DAZWISCHEN – THE IN-BETWEEN, deutsch-englisch, Lyrik/Essay, Verlagshaus Berlin, 2024, ISBN 978-3-910320-17-8
- Flüstern, Essay, Verlagshaus Berlin, 2022, ISBN 978-3910320024.
- Zorn und Stille, Roman, Hoffmann und Campe, 2020, ISBN 978-3-455-00976-7.
- Protokolle der Gegenwart, Lyrik, Verlagshaus Berlin, 2019, ISBN 978-3-945832-29-5.
- Astronauten, Roman, C.H.Beck, München 2015, ISBN 978-3-406-67370-2.
- Aufzeichnungen eines Querulanten, Theatertext, Kaiser Verlag Wien, 2015.
- Die Totalvernutzung der Welt, Theaterstück, Kaiser Verlag Wien, 2011.
- Spoons, Theaterstück, Kaiser Verlag Wien, 2010.

### Texte (Auswahl)
- Delfi 4, Magazin für neue Literatur, 2025, Spiel
- Totes Gebirge, 2024, Fotobuch von Agnes Prammer und Johann Schoiswohl, Essay: Die Arbeit der Trauer
- Write Haus, Issue 04: This I've never lived before, Tel Aviv-Jaffa, 2024
- Frankfurter Allgemeine Zeitung, Caroline-Schlegel-Essaypreis 2023: Traumalandschaft, undatiert
- Die Presse Spectrum, diverse Essays, zwischen 2021 und 2023
- Systemkritik!, Anthologie, 2023
- Manuskripte 239, 232, 223
- Jahrbuch der Lyrik 2021, 2017

### Hörspiele
- Betont auf Welt, Bayerischer Rundfunk, 2013, Studierende des DLL Leipzig mit Michael Lentz
- Also Poesie gegen Rechts oder was?, Nachtstudio, Bayerischer Rundfunk, 2017, Kollektivtext von Nazis & Goldmund

## Auszeichnungen
- 2008: Preisträgerin der Edition EXIL Schreiben zwischen den Kulturen
- 2009: Stipendiatin des 13. Klagenfurter Literaturkurses im Rahmen der Tage der deutschsprachigen Literatur/Ingeborg-Bachmann-Preis
- 2010: Dramatikerstipendium der Stadt Wien
- 2011: Hohenemser Literaturpreis (Anerkennungspreis)
- 2011: Staatsstipendium des bm:ukk
- 2011: Writer in Residence in der Villa Waldberta/München
- 2012: Preis der Akademie Graz
- 2012: Preisträgerin open mike Berlin
- 2013: Autorenstipendium der Stadt Wien
- 2015: Projektstipendium des bka Kultur Bundeskanzleramt Österreich
- 2015: AutorInnenprämie des Bundeskanzleramts Österreich (für das besonders gelungene Debüt)
- 2016: Reinhard-Priessnitz-Preis
- 2016: Wiener Werkstattpreis (Jurypreis)
- 2019: Arbeitsstipendium für Literatur des Berliners Senats für Kultur und Europa
- 2020: Heinrich Heine Stipendium in Lüneburg
- 2021: Niederösterreichischer Kulturpreis – Anerkennungspreis in der Kategorie Literatur[6]
- 2023: Caroline-Schlegel-Preis für Essayistik (Hauptpreis)